# Talpa episcopalis
Talpa episcopalis — вид комахоїдних ссавців кротових (Talpidae). Скам'янілі рештки представляють четвертинний період Німеччини (1 колекція), Румунії (1).